# Tratado de Reaseguro

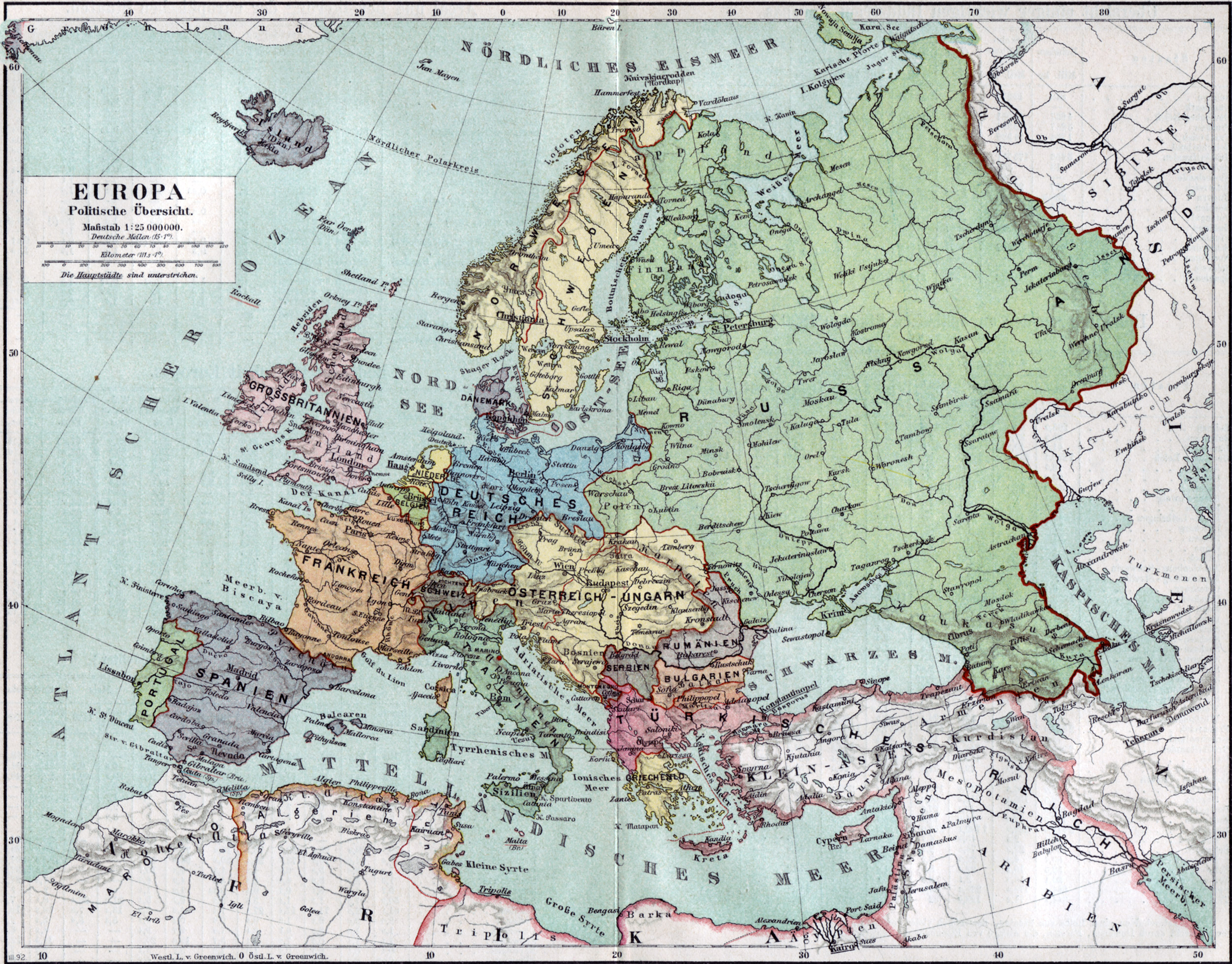
Mapa alemán de Europa, circa 1890

El Tratado de Reaseguro, en alemán Rückversicherungsvertrag, fue un tratado secreto entre el Imperio alemán y el Imperio ruso firmado el 18 de junio de 1887. En este tratado el Imperio ruso se obligó a la neutralidad en caso de que el Imperio alemán fuera atacado por Francia sin previa provocación y el Imperio alemán se obligó a la neutralidad en caso de que el Imperio ruso fuera atacado por el Imperio austrohúngaro sin previa provocación.
Valoración de Henry Kissinger, en su obra Diplomacia (1994) sobre el Tratado de Reaseguro:

Pese a sus complejidades, el Tratado de Reaseguro mantuvo la unión indispensable entre San Petersburgo y Berlín y convenció a Rusia de que, aunque Alemania defendería la integridad del Imperio austro-húngaro, no lo ayudaría en su expansión a costa de Rusia. Alemania logró así, al menos, retrasar una alianza franco-rusa.
Henry Kissinger, Diplomacia (1994)

Este tratado fue vista por Guillermo II y su canciller. La negativa de Guillermo al renovar este acuerdo fue vista por muchos historiadores como una ofensa cometida por parte de Guillermo.